# マージビ郡
マージビ郡（マージビぐん、英語: Margibi County）は西アフリカはリベリアにある15郡の中の1郡（County）である。面積2,615km2、人口は304,946人（2022年国勢調査）で、中心地はカカタ。
1985年12月13日、モンセラード郡がら分離、設立された。

## 隣接行政区画
- モンセラード郡
- ボン郡
- グランドバッサ郡

## 下位行政区画
マージビ郡にはさらに4つの地区（District）に分かれている。
- ファイアストン地区（Firestone District）
- ギビ地区（Gibi District）
- カカタ地区（Kakata District）
- マムバーカバ地区（Mambah-Kaba District）

## 経済
ハーベル市にアメリカのゴム会社ファイアストンのゴム農園がある。